# Réseau routier de la Jamaïque
Le réseau routier de la Jamaïque est représenté par 21 000 kilomètres de routes dont 15 000 pavées.
Elles sont classifiées en 5 catégories :
- Autoroutes
- Catégorie A : routes principales
- Catégorie B : routes secondaires
- Paroissiale : routes locales
- Non classifiées

## Autoroutes
Au début des années 1990, le gouvernement jamaïcain lance un projet de réseau autoroutier pour relier les villes principales. La première autoroute, nommée Highway 2000, doit relier Kingston à Montego Bay sur la côte nord.
| Numéro | Départ   | Arrivée | Desserte                                               | Longueur (km) |
| ------ | -------- | ------- | ------------------------------------------------------ | ------------- |
| T1     | Kingston | May Pen | Spanish Town - Savanna-la-Mar - Old Harbour - Freetown | 45            |

## Routes principales (catégorie A)
| Numéro | Départ       | Arrivée         | Desserte | Longueur (km) |
| ------ | ------------ | --------------- | --- | ------------- |
| A1     | Kingston     | Lucea           | Spanish Town - Bog Walk - Linstead - Ewarton - Moneague - Claremont - Saint Ann's Bay - Falmouth - Montego Bay          | 243           |
| A2     | Spanish Town | Savanna-la-Mar  | Old Harbour - May Pen - Porus - Mandeville - Santa Cruz - Black River                                                   | 154           |
| A3     | Kingston     | Saint Ann's Bay | Castleton - Annotto Bay - Port Maria - Oracabessa - Ocho Rios                                                           | 101           |
| A4     | Kingston     | Annotto Bay     | Morant Bay - Port Morant - Golden Grove - Hectors River - Manchioneal - Boston Bay - Port Antonio - Hope Bay - Buff Bay |               |

## Routes secondaires (catégorie B)
| Numéro | Départ        | Arrivée        | Desserte                                                  | Longueur (km) |
| ------ | ------------- | -------------- | --------------------------------------------------------- | ------------- |
| B1     | Kingston      | Buff Bay       | Newcastle                                                 |               |
| B2     | Bog Walk      | White Hall     | Riversdale - Troja - Richmond - Highgate                  |               |
| B3     | May Pen       | Runaway Bay    |                                                           |               |
| B4     | Trout Hall    | Walderston     | Frankfield                                                |               |
| B5     | Shooters Hill | Jackson Town   | Christiana - Albert Town                                  |               |
| B6     | Montpelier    | Shooters Hill  | Balaclava - Maggotty - Y.S. River                         |               |
| B7     | Shettlewood   | Baptist        | Happy Grove - Newmarket - Struie                          |               |
| B8     | Ferris Corner | Reading        | Whithorn - hettlewood - Montpelier                        |               |
| B9     | Lucea         | Savanna-la-Mar | Frome                                                     |               |
| B10    | Oxford        | Duncans        | Clark's Town                                              |               |
| B11    | Falmouth      | Claremont      | Clark's Town - Jackson Town - Stewart Town - Brown's Town |               |
| B12    | Freetown      | Toll Gate      | Lionel Town                                               |               |
| B13    | Linstead      | Oracabessa     | Guy's Hill - Gayle                                        |               |
| B15    | Montego Bay   | Falmouth       | Adelphi - Wakefield - Martha Brae                         |               |